# Thiaucourt-Regniéville
 Thiaucourt-Regniéville  es una población y comuna francesa, en la región de Lorena, departamento de Meurthe y Mosela, en el distrito de Toul y cantón de Thiaucourt-Regniéville.

## Demografía
| 1132 | 1093 | 1078 | 1106 | 1054 | 1039 |
| Para los censos de 1962 a 1999 la población legal corresponde a la población sin duplicidades (Fuente: INSEE [Consultar]) |      |      |      |      |      |